# Rekonsolidacja
Rekonsolidacja jest to sztuczne umocnienie, zagęszczenie gruzowiska zawałowego poprzez wtłaczanie w to gruzowisko odpadów przemysłowych w postaci zawiesin. Zawiesinami mogą być popiół zmieszany z wodą powodujący doszczelnienie zrobów i polepszający warunki stropowe.
Wtłaczanie odpadów do zawału realizowane jest za pomocą rur perforowanych w spągnicy obudowy ścianowej zmechanizowanej.
Proces rekonsolidacji gruzowisk zawałowych zależy od następujących czynników:
- składu mineralogicznego skał
- czasu rekonsolidacji (od 30 dni do 2 lat)
- wielkości obciążenia gruzowiska zawałowego